# Межовская культура

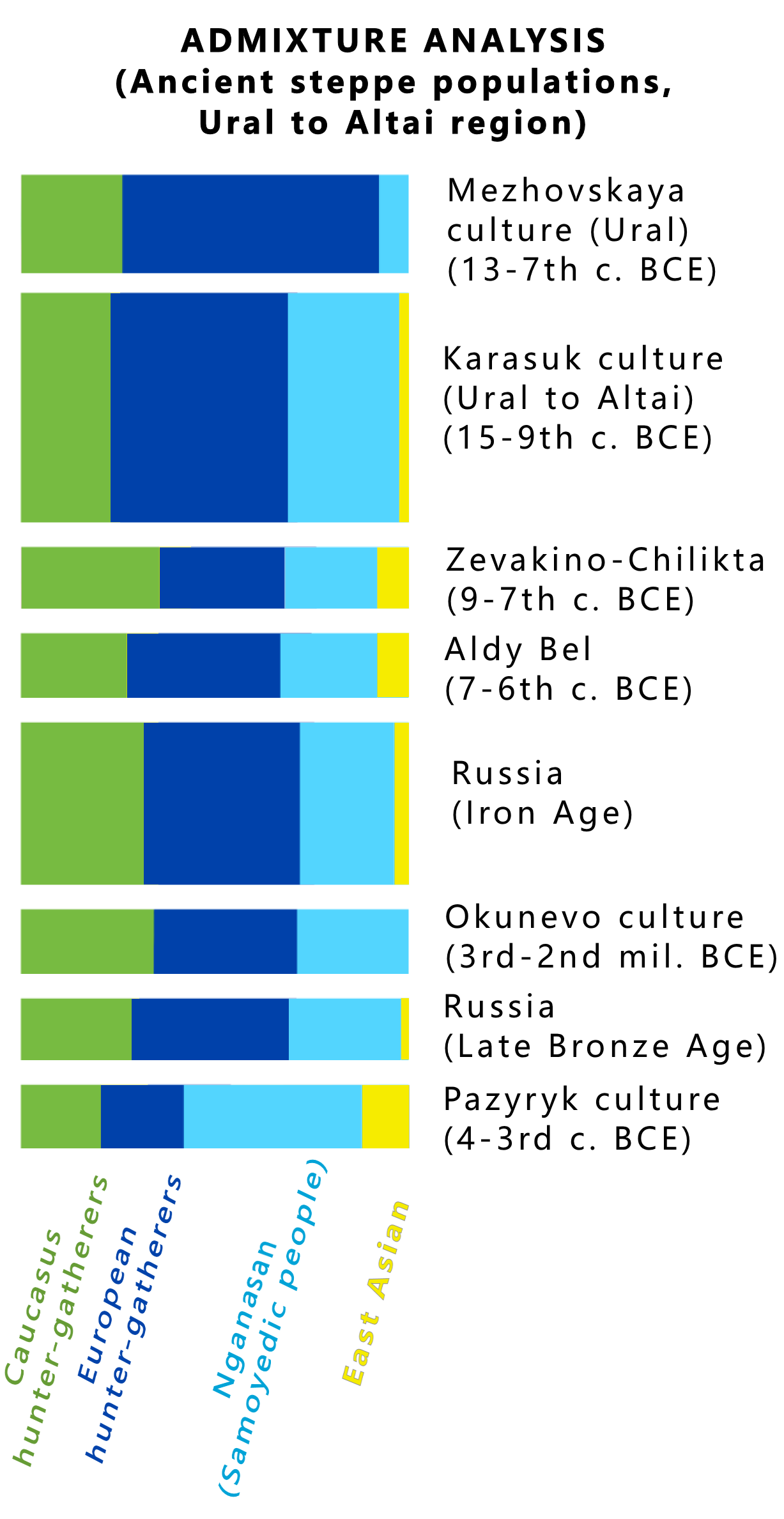
Упрощенная схема результатов анализа ADMIXTURE для древних степных популяций кочевников Евразийской степи (от Урала до Алтая), в том числе представителей Межовской культуры. Голубым отмечен нганасанский компонент (самодийцы), синиим - европейские охотники-собиратели, желтый - восточно-азиатский компонент, заленым - кавказские охотники-собиратели. (см. полную версию результатов количество предковых популяций К варьируется от 2 до 15).

Межовская культура — археологическая культура позднего бронзового века лесной зоны Урала, сформировалась на базе черкаскульской культуры при участии традиций населения таёжного Притоболья и культур круга валиковой керамики степной зоны Урала и Казахстана, прежде всего саргаринско-алексеевской. В рамках межовской культуры выделяют два этапа развития: межовский (XIII—IX века до н. э.) и березовский (VIII — нач. VII века до н. э.). Название от селища Межовка, расположенного на берегу реки Багаряк (приток Синары) в северной части Челябинской области.
Ранее исследователи связывали население межовской культуры с древними уграми.
При исследовании ископаемой ДНК у представителей межовской культуры из Каповой пещеры были обнаружены Y-хромосомные гаплогруппы R1a и R1b и митохондриальные гаплогруппы I5, M1 и U5.

## Замараевская культура
В 1958 г. А. М. Оразбаев на материалах эпохи поздней бронзы выделил замараевскую культуру IX–VIII веков до н. э., ареал существования которой распространялся на Челябинские степи, Кустанайскую область и Северный Казахстан. Поселения Алексеевское, Садчиковское, Замараево А. М. Оразбаев считает двухслойными. Сначала они были заселены на алакульском этапе андроновской культуры, затем племенами замараевской культуры. Полученный в ходе экспедиций 1957 г. археологический материал позволил А. М. Оразбаеву разделить эпоху бронзы Центрального Казахстана на два периода — алакульский этап андроновской культуры (XIII–XI вв. до н. э.) и эпоху поздней бронзы (X–VIII вв. до н. э.).